# Barnebya
A Barnebya a Malpighiales rendjébe és a malpighicserjefélék (Malpighiaceae) családjába tartozó nemzetség.

## Rendszerezés
A nemzetségbe az alábbi 2 faj tartozik:
- Barnebya dispar (Griseb.) W.R.Anderson & B.Gates
- Barnebya harleyi W.R.Anderson & B.Gates